# 大眼頜吻鰻
大眼頜吻鰻（學名：Gnathophis bracheatopos），是輻鰭魚綱鰻形目康吉鳗科頜吻鰻屬的其中一種，由David G. Smith和Robert H. Kanazawa於1977年描述，分布於西大西洋美國南卡羅萊納州到佛羅里達州與墨西哥灣東方海域，深度55至1100公尺，體長可達35公分，為底棲性魚類，生活習性不明。